# Snow-Trac

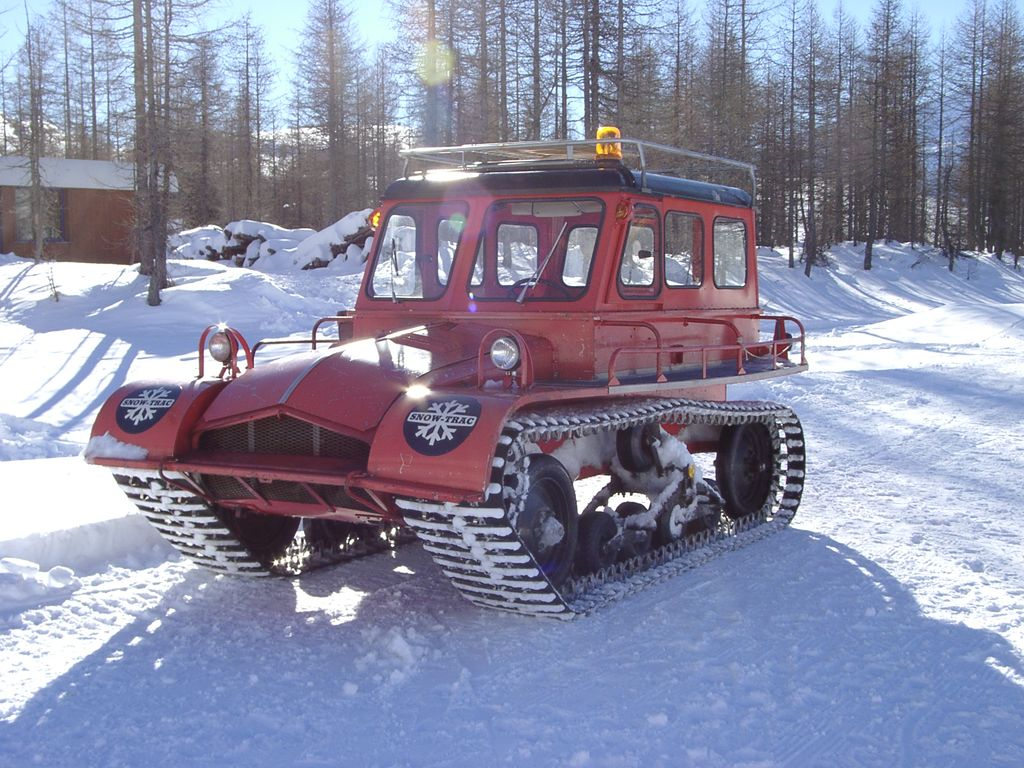
Snow-Trac Außenansicht

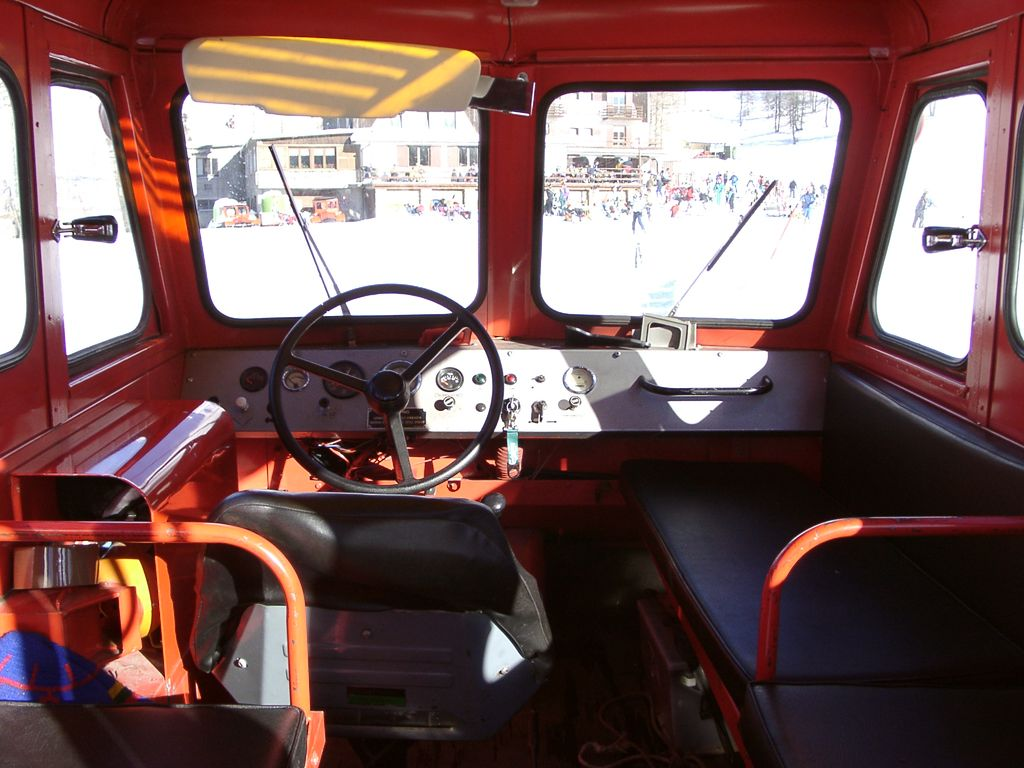
Snow-Trac Innenansicht

Der Snow-Trac ist der Markenname eines Kettenfahrzeugs, das von 1957 bis 1981 von der schwedischen Firma AB Westeråsmaskiner gebaut wurde. Er läuft auf zwei Gummiketten, die von einem VW-Boxermotor angetrieben werden und ist damit sowohl für den Einsatz im Gelände als auch für die Straße geeignet. Mit einer Länge von etwa 3,6 und einer Breite von 1,9 Metern hat das Fahrzeug die Ausmaße eines Kleinwagens. Der mit Sitzbänken längs zur Fahrtrichtung ausgestattete Innenraum bietet Platz für 6 bis 7 Personen (einschließlich Fahrer). Der Einstieg erfolgt über eine am Heck angebrachte Tür. Andere Einstiegsmöglichkeiten gibt es nicht. Über ein Lenkrad wird die Geschwindigkeit der beiden Ketten getrennt geregelt, was das Fahren von Kurven ermöglicht.